# Nožice
Nožice este o localitate din comuna Domžale, Slovenia, cu o populație de 566 de locuitori.